# Сребърна риба лястовица
Сребърните риби лястовици (Monodactylus argenteus) са вид актиноптери от семейство Монодактилиди (Monodactylidae).
Те са незастрашен вид.
Таксонът е описан за пръв път от Карл Линей през 1758 година.